# Faruk Yiğit
Faruk Yiğit (ur. 15 kwietnia 1968 w Trabzonie) – piłkarz turecki grający na pozycji napastnika.

## Kariera klubowa
Karierę piłkarską Faruk rozpoczął w klubie Boluspor i w jego barwach zadebiutował w rozgrywkach tureckiej pierwszej ligi. Był podstawowym zawodnikiem zespołu, a jego forma zaowocowała powołaniem do reprezentacji Turcji. W 1992 roku po spadku Bolusporu do drugiej ligi tureckiej Faruk odszedł do Kocaelisporu i przez pięć lat był jego zawodnikiem. W 1997 roku zdobył z Kocaelisporem Puchar Turcji. Po tym sukcesie odszedł do Fenerbahçe SK. Największym osiągnięciem Faruka za czasów gry w "Kanarkach" było wywalczenie wicemistrzostwa kraju w 1998 roku. W 2000 roku został on wypożyczony do Diyarbakırsporu, a w 2001 odszedł do Yalovasporu, występującego w drugiej lidze. Karierę piłkarską zakończył w 2002 roku jako piłkarz Orhangazi GB.

## Kariera reprezentacyjna
W reprezentacji Turcji Faruk zadebiutował 27 lutego 1991 roku w zremisowanym 1:1 towarzyskim meczu z Jugosławią. W 1996 roku został powołany przez selekcjonera Fatiha Terima do kadry na Euro 96. Tam był rezerwowym i nie wystąpił w żadnym spotkaniu. Łącznie w kadrze narodowej wystąpił 8 razy i zdobył jednego gola.